# Caloosahatchee River

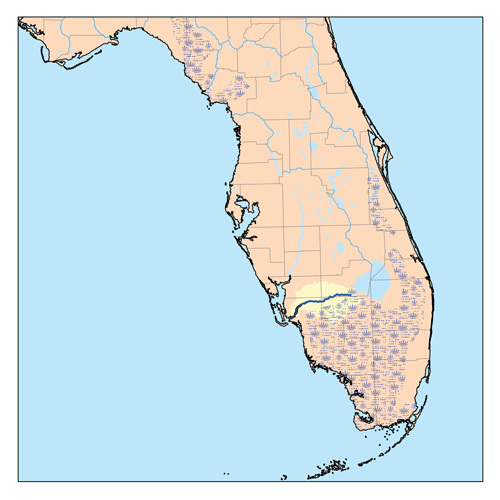
Karta över Caloosahatchee River

Caloosahatchee River är en flod i södra Florida, USA. Floden är cirka 120 km lång. Floden dränerar den norra delen av Everglades.
2006 listades floden på plats nummer 7 i organisationen American Rivers' årliga lista över USA:s mest hotade floder. Detta beror mycket på högt vattenstånd i sjön Okeechobee som har en hög koncentration av gödningsmedel och gift i sitt vatten. Om detta skulle läcka ut i Caloosahatchee floden skulle det bli en katastrof då det skulle förstöra dricksvattnet för tiotusenals människor.